# Hans Krukenmeyer
Hans Krukenmeyer (* 1903; † unbekannt) war stellvertretender Landesvorsitzender der CDU Mecklenburg-Vorpommern von 1945 bis 1948.
Krukenmeyer stammte aus Westdeutschland, hatte Volkswirtschaftslehre studiert und sich 1920 politisch dem Zentrum angeschlossen. Seit 1936 war er als Geschäftsführer der Siedlungsgesellschaft Ostland in Güstrow und Schwerin tätig. Als Soldat im Zweiten Weltkrieg verlor er ein Bein. Nach dem Krieg begründete Hans Krukenmeyer gemeinsam mit vielen linksliberalen ehemaligen DDP-Mitgliedern den CDU-Landesverband Mecklenburg-Vorpommern in Schwerin. Vom Juli 1945 bis zum Juni 1948 war er stellvertretender Landesvorsitzender. 1948 verhinderte die sowjetische Besatzungsmacht Krukenmeyers Wiederwahl. Bereits im September 1947 hatte sie ihn wegen angeblicher Sabotage an der Bodenreform inhaftieren lassen. Krukenmeyer, der im August 1945 als Bevollmächtigter der Landesregierung mit der Ernteeinbringung und später als Geschäftsführer mit der Liquidation der mecklenburgischen Siedlungsgesellschaft befasst war, lehnte eine umfassende Bodenreform auf der Grundlage einer entschädigungslosen Enteignung ab. Stattdessen favorisierte er eine begrenzte ländliche Siedlung. Er wurde schließlich aus der gleichgeschalteten CDU ausgeschlossen und floh 1948 nach Westdeutschland.